# 埃尔波苏埃洛
埃尔波苏埃洛，是西班牙卡斯蒂利亚-拉曼恰昆卡省的一个市镇。总面积41平方公里，总人口100人（2001年），人口密度2人/平方公里。